# Kelli Ward
Kelli Ward (née Kaznoski le 25 janvier 1969) est une femme politique et une ostéopathe américaine. Membre du Parti républicain, elle a été sénatrice de l'Arizona de 2013 à 2015, puis présidente du Parti républicain d'Arizona de 2019 à 2023.

## Biographie
En 2012, elle est élue au Sénat de l'Arizona pour y représenter le 5e district, dont était alors issu le républicain Ron Gould, non candidat à sa réélection. Elle est réélue en 2014.
En juillet 2015, elle annonce sa candidature pour les élections sénatoriales de 2016 pour le siège du républicain John McCain. Elle démissionne de son mandat de sénatrice d'État en décembre pour se consacrer à sa campagne. Le 30 août 2016, elle échoue cependant à remporter l'investiture, remportant seulement 39% des voix.
Après cet échec, en octobre 2016, elle a annoncé être candidate aux élections sénatoriales de 2018, contre le sénateur républicain sortant Jeff Flake,. Ce dernier a annoncé le 24 octobre 2017 qu'il ne serait pas candidat à sa réélection, rendant donc la primaire républicaine ouverte. Elle affronte alors la représentante Martha McSally et l'ancien shérif Joe Arpaio lors de la primaire républicaine du 28 août 2018. Elle termine en deuxième position, nettement distancée par McSally.
En janvier 2019, elle crée en devenant présidente du parti républicain d'Arizona en battant le sortant Jonathan Lines, un républicain plus modéré. Début 2021, elle est réélue pour un second mandat grâce au soutien de Donald Trump. Après des résultats décevants pour les républicains de l'Arizona lors des élections de 2022, elle fait face à des appels à sa démission. Son mandat prend fin en janvier 2023.
Dans le cadre de son mandat à la tête du parti républicain d'Arizona, elle participe aux Tentatives de renversement des résultats de l'élection présidentielle de 2020 en signant, notamment avec son mari, un document frauduleux certifiant la victoire de Donald Trump dans l'État de l'Arizona, pourtant remporté par Joe Biden. Convoquée en 2022 à témoigner devant la commission parlementaire sur l'assaut du Capitole du 6 janvier 2021, elle plaide le cinquième amendement de la Constitution. En avril 2024, son mari et elle sont inculpés par un grand jury pour leur implication et plaident non coupable.